# 芳苑燈塔
芳苑燈塔，亦稱王功燈塔，位處於彰化縣芳苑鄉王功漁港、地址為彰化縣芳苑鄉王功村漁港七路146號。為台灣最年輕的燈塔，建於西元1983年。於2014年5月開放參觀。

## 特色
芳苑燈塔與台中市高美燈塔外觀相似，呈一個八角形的鋼筋混凝土之建築物，塔身漆為黑、白相間之直條狀色帶，幫助漁船辨位。

## 燈塔結構與行政諸元

### 燈塔結構諸元
- 塔高：37.4公尺。
- 塔身塗色・構造：八角形鋼筋混凝土造，外觀黑白直條紋造型，頂層外有環繞陽台。
- 燈高：35.7公尺〈以高潮面至燈火中心計〉。
- 燈器：4等旋轉透鏡電燈。
- 燈質（頻率）：白等相光、每10秒（明5秒暗5秒）。
- 光力：28,000支燭光。
- 公稱光程：16.6浬。
- 明弧：除被陸地遮蔽部分外，其餘皆見燈光。
- 雷達標桿：1座（民國81年增設）。

### 燈塔行政諸元
- 管轄機關：燈塔原為中華民國財政部關務署管理，已於2013年1月1日轉交由中華民國交通部航港局管轄。
- 人員編制：未知。
- 開放參觀與否：可。上午九時至下午六時（夏令時間4月1日至10月31日），上午九時至下午五時（冬令時間11月1日至3月31日），每逢星期一內部整理不開放。[1]
- 電話：04-8931073。

## 關連項目
- 台灣燈塔列表
- 美國燈塔列表（Lighthouses in the United States）
- 世界燈塔列表（List of lighthouses and lightvessels）
- 日本燈塔50選

## 外部連結
- 交通部航港局-芳苑燈塔 （页面存档备份，存于）
- 芳苑燈塔 （页面存档备份，存于）
- 台灣海關博物館
- 【台灣，你好！】沙發環島空拍鷹眼系列 - 2015/7/26 彰化王功與燈塔 卷一 （页面存档备份，存于）